# Halász János (pap)
Halász János, szül. Fischer (1775 körül – Nagyszombat, 1830. április 30.) római katolikus pap, bölcseleti doktor, esztergom főegyházmegyei áldozópap.

## Élete
1794-ben lett papnövendék; s Pozsonyban hallgatott bölcseletet és teológiát. 1800-ban miséspappá szenteltetett föl; segédlelkész volt Pudmericen (Gidrafa), 1803-ban tanulmányi felügyelő, (ekkor magyarosította meg Fischer családi nevét) és a természettudomány, építészet és gazdaságtan tanára lett a nagyszombati papnevelőben, 1815-ben ugyanott vicerektor, majd szentszéki ülnök. 1830-ban, 55 éves korában hunyt el ideglázban.

## Fő műve
- Rede an das löbliche bürgerliche uniformirte Scharf-Schützen-Corps der königl. Frei-Stadt Tyrnau, bei Gelegenheit als selbes das Jahresfest ihrer Errichtung und Fahnen-Weihung in der vormaligen Trinitarier-Kirche am 22. Juni 1806. feierte. Tyrnau.